# Giorgio Tinazzi (storico)
Giorgio Tinazzi (Padova, 16 gennaio 1939) è un giornalista, critico cinematografico e storico del cinema italiano.

## Biografia
Laureato in Giurisprudenza  all'Università di Padova (1961) con tesi di Filosofia del diritto (relatore Enrico Opocher) e in Filosofia (1967) all'Università di Trieste, nel 1961 ha fondato con Paolo Ceccarelli, Giulio Felisari e Antonio Negri la Marsilio Editori della quale dirige la longeva collana "Saggi Cinema".
Ha diretto per alcuni anni la sezione "Settimana della critica" del Festival di Venezia. Ha pubblicato monografie su Michelangelo Antonioni (primo volume della collana Il Castoro Cinema), Luis Buñuel, Robert Bresson. Ma al centro della sua attenzione è stato soprattutto il regista ferrarese: in Antonioni, secondo Tinazzi, convergono tutte le problematiche proprie dell'autore cinematografico moderno. Negli ultimi anni, la sua ricerca ha approfondito il rapporto tra cinema e letteratura, inteso anche come relazione tra immagine e parola.
Ha insegnato Storia e Critica del Cinema all'Università degli Studi di Padova. Collabora con riviste italiane e straniere.

## Opere

### Autore
- Il cinema di Luis Buñuel (1973)
- Michelangelo Antonioni (1974, completamente riveduto nel 2004)
- Il cinema di Robert Bresson (1976)
- La copia originale: cinema, critica, tecnica (1983)
- Truffaut, il piacere della finzione (1996)
- La scrittura e lo sguardo: cinema e letteratura (2007, nuova edizione riveduta e ampliata 2010)

### Curatore
- Il cinema italiano degli anni cinquanta (1979)
- Cinema e letteratura del neorealismo (1983)
- Michelangelo Antonioni, Fare un film è per me vivere: scritti sul cinema (1994)
- Michelangelo Antonioni, I film nel cassetto (1995)
- Michelangelo Antonioni, Sul cinema (2004)